# NGC 4141
NGC 4141 é uma galáxia espiral barrada (SBc) localizada na direcção da constelação de Ursa Major. Possui uma declinação de +58° 50' 58" e uma ascensão recta de 12 horas, 09 minutos e 47,4 segundos.
A galáxia NGC 4141 foi descoberta em 17 de Abril de 1789 por William Herschel.